# Dicranella rio-grandensis
Dicranella rio-grandensis är en bladmossart som beskrevs av Brotherus 1900. Dicranella rio-grandensis ingår i släktet jordmossor, och familjen Dicranaceae. Inga underarter finns listade i Catalogue of Life.